# 日人街

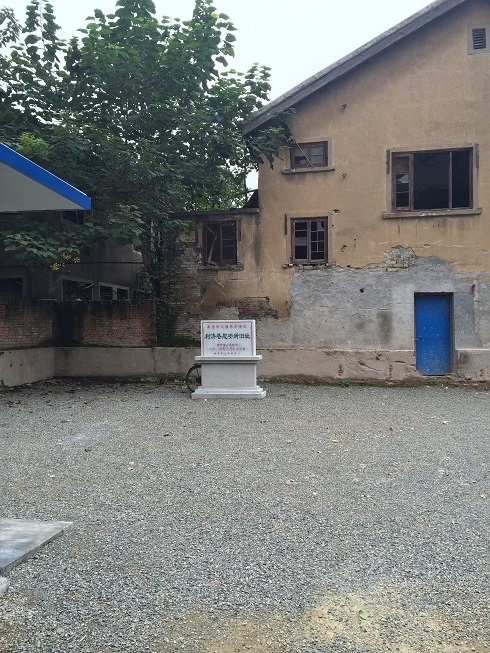
利济巷慰安所

日人街，是指侵华日军占领南京时，设立的日侨居民区和营业区。此区北起国府路，南至白下路，西起中正路，东达铁道沿线路，涵盖了中山路、中正路、国府路、江南路、白下路、中山东路、太平路等多条街道。
日军扶植日侨开设各类商店，享受各类经济特权，并默许日侨从事贩毒、慰安所等经济活动。至1941年6月，南京日侨达12816人，有日商近1200家。因日人街逐渐人满为患，日侨居住区不断向外发展。
1946年，日侨被分批遣送回国。

## 建筑
- 利济巷慰安所